# Diocèse de l'Hérault
Cet article court présente un sujet plus développé dans : Archidiocèse de Montpellier, Ancien diocèse d'Agde, Ancien diocèse de Béziers, Ancien diocèse de Lodève et Ancien diocèse de Saint-Pons-de-Thomières.
Le diocèse de l'Hérault est un ancien diocèse de l'Église constitutionnelle en France. 
Créé par la constitution civile du clergé de 1790, il est supprimé à la suite du concordat de 1801. Il couvrait le département de l'Hérault. Le siège épiscopal était Béziers.
Deux évêques constitutionnels se succèdent :
- Dominique Pouderous, curé de Saint-Pons, sacré en 1791, mort en 1999 ;
- Alexandre-Victor Rouanet, vicaire épiscopal, sacré en 1999, démissionnaire après le concordat de 1801.